# Henry Nielsen (bokser)
 Der er flere personer med dette navn, se Henry Nielsen (flertydig).
Henry Nielsen (22. februar 1915 – 7. maj 1995) var en dansk professionel bokser i mellemvægtsklassen. 
Henry Nielsen debuterede den 16. september 1938 mod tyskeren Heinz Seidler i Berlin. Henry Nielsen blev slået ud i 2. omgang. Henry Nielsen boksede sin første professionelle kamp i Danmark, da han den 10. marts 1940 mødte den tidligere EM-udfordrer Hans Holdt, der med 84 kampe havde en betydelig erfaring. Kampen var fastsat til 10 omgange, men sluttede som en "No contest" efter 6 omganges boksning. Den 29. november 1940 blev Henry Nielsen matchet mod den stærke finne Sten Suvio, der tidligere havde besejret Hans Drescher og Hans Holst, men det lykkedes Henry Nielsen, at besejre finnen på point. Næste kamp blev afviklet 2. juledag 1940 i Hamborg mod tyskeren Fritz Gahrmeister. Gahrmeister havde tidligere tabt til finnen Suvio, men Henry Nielsen inkasserede karrierens 2. nederlag, da han tabte kampen i Hamborg. Efter yderligere et par kampe blev Henry Nielsen matchet mod et af tidens største tyske navne, da han 2. juledag 1941 mødte den tyske mester i weltervægt Gustav Eder. Eder havde 129 kampe bag sig (og yderligere 40 foran sig), og tilføjede også Henry Nielsen til rekordlisten, da han besejrede Nielsen på point. Henry Nielsen boksede yderligere en kamp i Sverige i 1942, og drog senere på året til Italien, hvor han tabte til Luigi Musina i Milano. 
Herefter tvang krigen Henry Nielsen til at indstille karrieren, da der ikke blev arrangeret boksestævner i Danmark og Tyskland, ligesom det ikke længere var muligt at komme til Sverige for at bokse der. Efter krigen genoptog Henry Nielsen karrieren, da han i Sverige mødte sin tidligere modstander Sten Suvio og opnåede uafgjort. Der fulgte en række kampe i Danmark, hvoraf to blev vundet, en blev tabt og atter en match mod Suvio endte uafgjort. Sidste kamp i karrieren fandt sted den 19. januar 1947, hvor Henry Nielsen mødte finnen Koivunen, der med 6 forudgående nederlag i 6 kampe burde have været en overkommelig opgave for Henry Nielsen. Finnen opnåede imidlertid sine eneste sejr i karrieren, da han stoppede Henry Nielsen. Henry Nielsen opnåede 17 kampe (6 sejre (ingen før tid), 7 nederlag (5 før tid), 3 uafgjorte og 1 ”no contest”).